# FS ALe 660
Die Triebwagen der Baureihen ALe 660 der italienischen Ferrovie dello Stato (FS) waren leichte  Elektrotriebwagen, die mit einer Zwei-Klassen-Bestuhlung ausgerüstet waren. Die Bestellung umfasste ursprünglich 22 Trieb- und Beiwagen, wurde dann aber mit der Abschaffung der 1. Klasse 1956 auf 15 Triebwagen gekürzt und die letzten sieben Fahrzeuge als reine 1. Klasse-Triebwagen der Baureihe ALe 540 ausgeführt.
Die Technik der ALe 660 basierte auf derjenigen der ALe 840, von denen sie sich äußerlich kaum unterschieden. Sie hatten aber, weil sie für den Einsatz im Fernverkehr vorgesehen waren, einen höheren Komfort, der vergleichbar mit demjenigen der damaligen Elektrotriebzüge war. Der Sitzteiler war im Vergleich zu den ALe 840 größer gewählt, ebenso waren die Fenster etwas größer. Weiter war die Stirnfront geändert. Sie hatte im Gegensatz zu den ALe 840 für den Personenübergang in der Stirnwand eine einzige große Türe mit einem einzigen großen Fenster. Die ALe 840 hatten hingegen eine zweiflüglige Türe mit zwei kleineren darin eingelassenen Fenstern.
Zu den Triebwagen passend wurden 15 Beiwagen Le 800 gebaut, die 80 Sitzplätze 2. Klasse aufwiesen.
Die ALe 660 waren so ausgelegt, dass ein Triebwagen in der Ebene zwei Beiwagen mitführen konnte, in steigungsreicheren Strecken nur einen. Die Triebwagen und Beiwagen wurden deshalb in der Regel so zu Zügen zusammengestellt, dass darin eine gleiche Anzahl Trieb- und Beiwagen vorhanden waren. Im Nahverkehr oder auf sehr steigungsreichen Strecken wurden Kompositionen gebildet, die aus zwei Triebwagen und einem Beiwagen bestanden.